# 土屋希美
土屋 希美（つちや のぞみ、1993年3月10日 - ）は、日本のモデル。千葉県出身。サトルジャパン所属。

## 人物
姉のひかるもモデルとして活動している。
特技はダンス、マラソン。趣味は旅行、日本酒を飲むこと、オークション。

## 出演

### 雑誌
- 25ansウエディング（ハースト婦人画報社）
- ディズニーファン（講談社）

### スチール
- パナソニック「LUMIX」
- RyuRyu
- AT-SCELTA
- Style Cruise

### CM
- 日本コカ・コーラ「い・ろ・は・す もも」
- トヨタ自動車「シエンタ」
- シャープ「ロボホン」
- MINI John Cooper Works
- Sammy

### TV
- TBS「恋んトス Season8」